# Vahlia digyna
Vahlia digyna, jednogodišnja biljna vrsta u rodu vahlia, porodica Vahliaceae. Naraste do 35 centimetara visine, stabljika dlakava. Raširena je po velikim djelovima Afrike, Indiji, Pakistanu i Madagaskaru.

## Sinonimi
- Bistella digyna (Retz.) Bullock
- Cyrilla viscosa K.D.Koenig ex Wight & Arn.
- Haloragis jerosoides H. Perrier
- Oldenlandia decumbens Spreng.
- Oldenlandia digyna Retz.
- Russelia viscosa Roxb. ex Wight & Arn.
- Vahlia menyharthii Schinz
- Vahlia ramosissima A.DC. ex DC.
- Vahlia sessiliflora DC.
- Vahlia viscosa Roxb.